# Chaetodexia keiseri
Chaetodexia keiseri là một loài ruồi trong họ Tachinidae.